# Роберт Друрі
Роберт Друрі (англ. Robert Drury; 1687, Лондон —1743/50, Лондон, Велика Британія) — англійський моряк який у віці 13 років зазнав на судні «Degrave» кораблетрощі біля узбережжя Мадагаскару і провів на цьому острові п'ятнадцять років. Після повернення до Англії, в 1729 році від його імені були опубліковані спогади, які нібито описують його пригоди на острові. Незважаючи на миттєвий успіх книги, достовірність наведених у ній розповідей була поставлена під сумнів. Тим не менш, сучасні дослідники вважають, що багато деталей у книзі є достовірними, а сама історія є одним із найдавніших письмових історичних описів життя на півдні Мадагаскару у XVIII столітті.

## Раннє життя
Роберт народився в районі Тауер-Гамлетс у Лондоні, а згодом переїхав до Old Jewry поблизу Чіпсайд, де його батько утримував корчму під назвою «The King's Head». У віці тринадцяти років батько відправив його до Індії на кораблі «Degrave».

## Кораблетроща та життя на Мадагаскарі

### Плавання на «Degrave»
«Degrave» покинув Англію у лютому 1701 року та через чотири місяці благополучно досяг Індії. На зворотному шляху він сів на мілину поблизу Маврикія, і екіпаж, не досягнувши мису Доброї Надії, був змушений покинути судно на Мадагаскарі на самій південній частині острова. Андріанкіріндра, місцевий король народності антандруа добре зустрів моряків, але вирішив залишити їх у себе як полонених, щоб підвищити свій авторитет серед інших королів антандруа.

### Життя серед антандруа

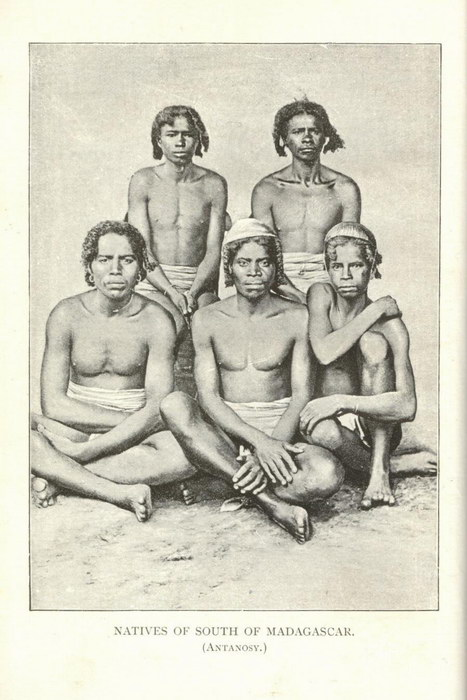
Фронтопис видання Щоденника Роберта Друрі 1897 року

Полонені моряки «Degrave» намагалися втекти від Андріанкріріндри на схід у Форт-Дофін, де Авраам Семуел, темношкірий уродженець карибської Мартініки, правив племенами антанузі. Перший помічник капітана Джон Бенбоу та кілька інших змогли втекти, але більшість екіпажу були вбиті під час спроби втечі. Кільком схопленим під час втечі молодим матросам, включаючи Друрі, було збережено життя, після чого Роберт був подарований королю Андріаміваро в якості раба.
Спочатку Роберт неохоче ставився до своїх обовязків, але з часом із сільськогосподарських робіт та бджільництва перейшов до випасу корів і, зрештою, став королівським м'ясником. Він пробув в рабстві біля 10 років. У наступні роки спалахнула війна антандруа із сусідньою етнічністю махафалі на заході. Після цього почалася братовбивча громадянська війна між Андріаміваро та його дядьками та двоюрідними братами, серед яких був Верховний король Андруа. Посланець короля Фігеренани (частина королівства Менабе) з народності сакалава зумів припинити громадянську війну, запропонувавши спільний напад на махафалі. Цей емісар також розмовляв з Друрі, переконуючи його, що якщо він втече до Фігеренани, вони допоможуть йому сісти на перший британський корабель, який пристане до берега.
Потім Роберт утік і знайшов притулок у Андріанафарани, суперника короля антандруа. Від цього короля він також утік і, мандруючи на північ через країну Бара, він натрапив на річку Онілахі та добрався вздовж її течії до затоки Сен-Огюстен і нинішнього міста Толіара на південному заході Мадагаскару, яке було столицею Фігеренани.

### Перебування на Західному узбережжі
Досягнувши західного узбережжя, Роберт зміг зустрітися та поспілкуватися тут з групою білих та чорношкірих моряків, які в результаті різних обставин опинились на узбережжі Мадагаскару. Після подальшої війни між своїми новими господарями, союзниками антандруа та їхніми ворогами махафалі, Друрі був змушений шукати притулку далі на півночі острова, цього разу при дворі легендарного Андріамантріаріву, короля менабе, брата великого короля Андріамандісоаріву з королівства Бойна. Ці два брати побудували королівства, які домінували над більшою частиною острова від західного узбережжя до глибини.
Зрештою, через його нових європейських друзів, новини про його місцезнаходження дійшли до його батька, який звернувся з проханням до капітана Маккетта, який на своєму кораблі Masselage планував відвідати Мадагаскар для закупки партії рабів у королівстві Бойна на північному заході Мадагаскару, знайти Роберта і доставити його додому в Англію.

## Подальше життя і щоденник

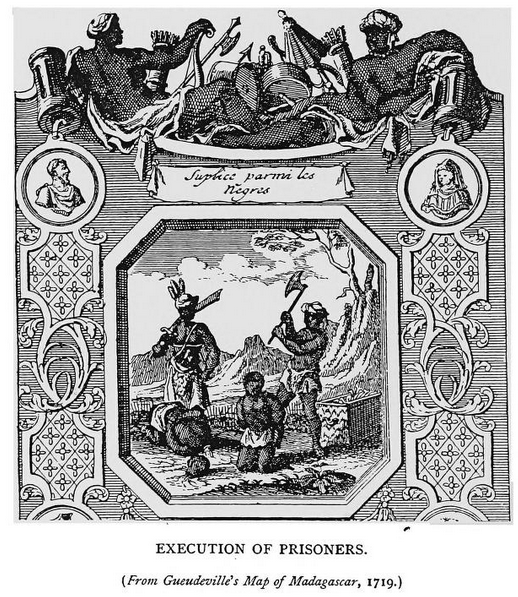
Страта в'язнів антандруа. Ілюстрація з Щоденника Роберта Друрі

Роберт повернувся до Англії 9 вересня 1717 року після шістнадцяти років відсутності. На жаль, його батьки на той час вже померли. Згодом він повернувся на Мадагаскар в якості работорговця. Можливо, на деякий час він навіть став піратом. Але пізніше він працював звичайним портьє в лондонському Ост-Індійському домі, штаб-квартирі Британської Ост-Індійська компанії. Кажуть, що він також часто проводив час в кав'ярні Old Tom's Coffee House на Бірчін-Лейн, де розповідав відвідувачам історії про свої пригоди на Мадагаскарі.
В 1729 році Друрі опублікував свої мемуари під назвою «Мадагаскар, або щоденник Роберта Друрі» (англ. Madagascar, or Robert Drury's Journal). Книга користувалась надзвичайною популярністю і до 1890 року витримала сім видань. Але через перефразування багатьох частин книги з історії Мадагаскару Етьєна де Флакура в 1658 році, виникли підозри щодо її автентичності. Крім того, Друрі мав того самого видавця, що й Даніель Дефо, а також дуже схожий на Дефо літературний стиль. Відповідно, виникло припущення, що насправді Щоденник Друрі міг бути вигадкою Дефо, заснованою на інформації,отриманої з книги Флакура. Тим не менш, багато авторитетних дослідників, які добре знали регіони Андруа і Махафалі на Мадагаскарі, переконані, що автор Щоденника мав дуже глибокі знання про цей регіон. До таких дослідників, зокрема, відносяться :
- Доктор Лотте Шомерус-Гернбок (1970), етнолог, яка кілька років жила в регіоні Махафалі.
- Реймонд К. Кент, професор історії Каліфорнійського університету в Берклі.
- Майк Паркер Пірсон (1996), археолог Шеффілдського університету. Він обстоював автентичність журналу Друрі.

Серед найважливіших робіт була праця Майка П. Пірсона, який знайшов археологічні докази багатьох частин розповіді Друрі. Ці відкриття описані в його книзі «У пошуках червоного раба».
Інші дослідники дійшли висновку, що книга Друрі була частково заснована на роботі Флакура та інших, але головним чином на щоденнику Джона Бенбоу, товариша по кораблю «Degrave» і сина адмірала Бенбоу. Бенбоу втік до Форт-Дофіну і повернувся звідти додому на голландському кораблі. Кількох інших виживших моряків з «Degrave» підібрав на свій корабель пірат Джон Голзі. Бенбоу написав спогади про свої пригоди, які загинули під час пожежі 1714 року, але, можливо, Дефо встиг ознайомитись із ними до їх втрати.
Роберт Друрі помер в Лондоні десь між третім (1743) і четвертим (1750) виданнями своїх мемуарів.